# Ikast Stadium
El Ikast Stadium, llamado Wunderelf Arena por razones de patrocinio, es un estadio multiusos utilizado principalmente para partidos de fútbol ubicado en la ciudad de Ikast en Dinamarca y actualmente es la sede de los equipos Ikast FS y FC Midtjylland Academy.

## Historia
Fue construido en 1968 y cuenta con capacidad para más de 12000 espectadores y con una renovación en 2008. Desde 2004 es la sede del FC Midtjylland Academy en el torneo sub-19.